# لامبورگینی

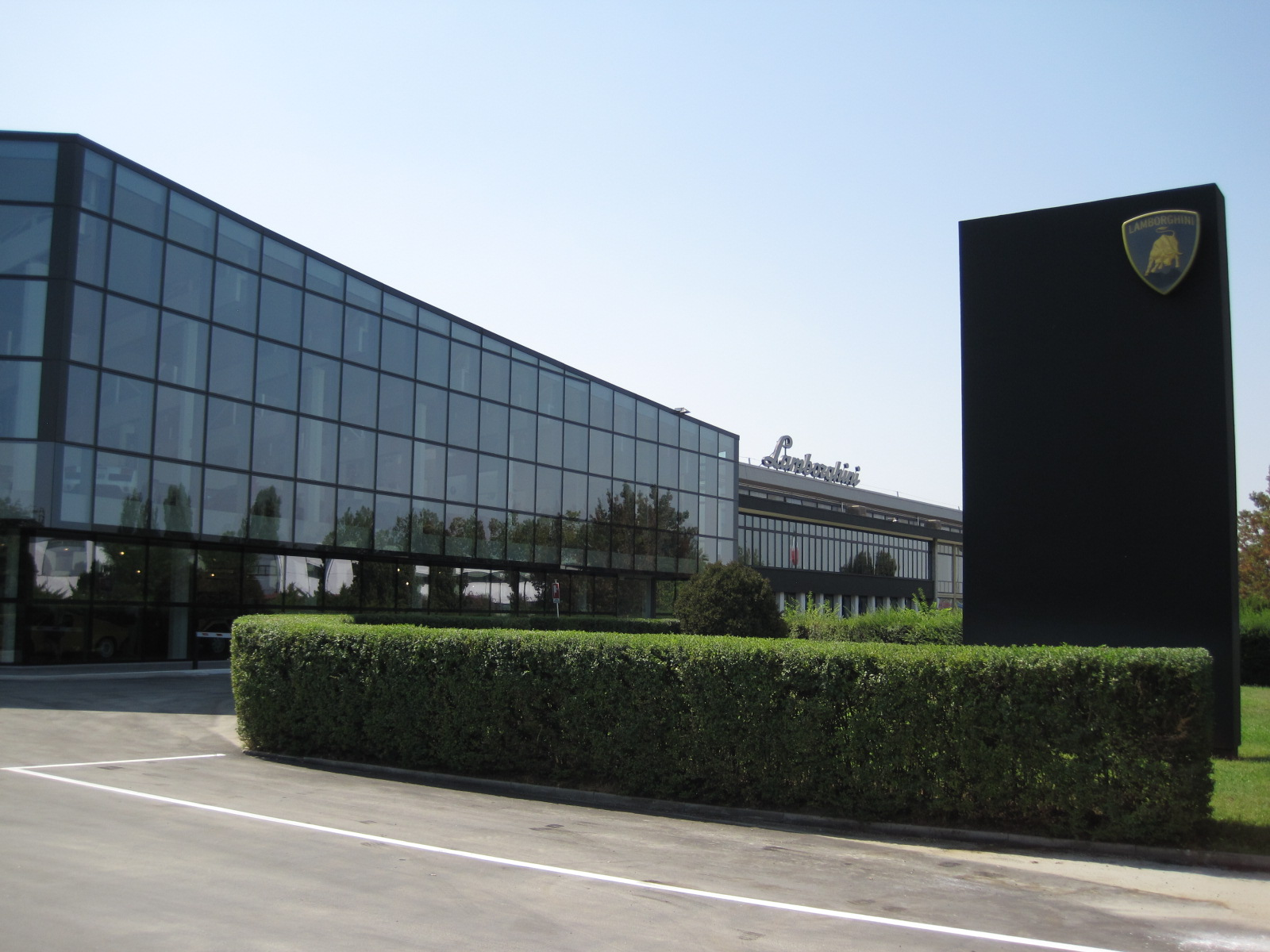
موزه لامبورگینی در سن‌آگاتا بولونیز

لامبورگینی (به ایتالیایی: Lamborghini) شرکت خودروسازی ایتالیایی است، که به‌عنوان زیرمجموعه‌ای از گروه فولکس‌واگن، در زمینه طراحی و ساخت خودروهای سوپر اسپرت فعالیت می‌کند.
شرکت لامبورگینی در سال ۱۹۶۳ توسط فروچیو لامبورگینی تأسیس شد و در سال ۱۹۹۸ گروه آئودی آن را با قیمت ۱۱۰ میلیون دلار خریداری کرد، که در ساختار این گروه خودروسازی آلمانی و به‌عنوان زیرمجموعه‌ای از شرکت آئودی قرار گرفت که خود زیرمجموعه گروه فولکس‌واگن است.
دفتر مرکزی این شرکت در دهکده‌ای کوچک به نام سن‌آگاتا، بولونیز قرار دارد و تحت مدیریت آئودی، در خط تولید کارخانجات خود، مدل‌های اونتادور، سیان، اوراکان و اوروس را تولید می‌نماید.

## تاریخچه

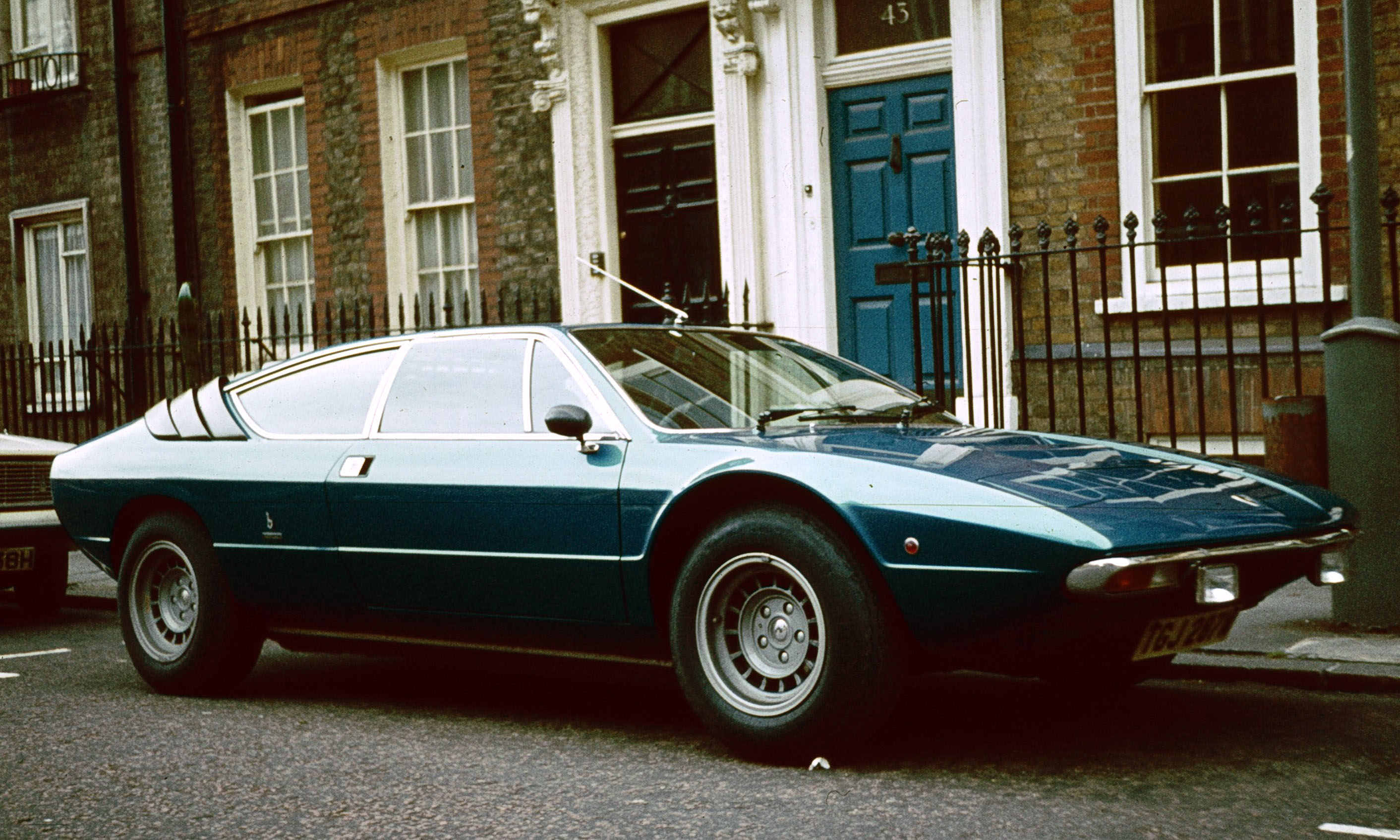
لامبورگینی اوراکو، مدل ۱۹۷۴

فروچیو لامبورگینی؛ بنیانگذار لامبورگینی، تحصیلاتش را در زمینه طراحی ماشین‌آلات کشاورزی و صنعتی، به پایان رساند، سپس وارد ارتش ایتالیا شد و در بخش نیروی هوایی مشغول به کار گردید. در جنگ جهانی دوم او به عنوان مکانیک، در یک کارخانه مشغول به کار شد و پس از جنگ، با استفاده از بقایای تجهیزات نظامی کارخانه موردنظر، به تولید تراکتور پرداخت؛ ولی او عاشق خودروهای سریع بود و همواره رؤیای سرعت، در سر می‌پروراند.
وی در سال ۱۹۴۷ با تقویت پیشرانه یکی از مدل‌های فیات، یک خودرو مسابقه‌ای فراهم کرد و در سال ۱۹۴۸ با این خودرو، در یک مسابقه محلی شرکت نمود.

### ۱۹۶۳ تا ۱۹۶۵
چندین دلیل متفاوت از چرایی و چگونگی ورود لامبورگینی به دنیای خودروها وجود دارد. یک افسانه حکایت از بحث بین انزو فراری (رئیس کارخانه فراری) و فروچیو لامبورگینی دارد، آن هم بر سر اینکه چه کسی می‌تواند خودروهای بهتری را تولید کند. داستان دیگر بیان می‌کند که فروچیو به‌طور پیوسته در اوقات فراغت، به پیاده‌سازی پیشرانه و سایر قطعات خودروی شخصی خود، که در اکثر مواقع فراری یا مازراتی بود، می‌پرداخت. سپس شاسی، سامانه تعلیق، ترمز خودرو و سامانه برق‌کشی آنها را بررسی می‌کرد. آنچه که او کشف کرد این بود که بسیاری از بخش‌های وسایل نقلیه او در واقع مشابه بخش‌های مورد استفاده در تراکتورهای تولید شده در کارخانه او بودند، با این حال قیمت دینام یا تایر ایتالیایی نصب شده در فراری، به سه برابر قیمت معمول می‌رسید؛ بنابراین در واقعیت، چشم‌انداز کسب و کار اولیه او، خیلی در مورد طراحی لامبورگینی میورا نبود، بلکه به نوع فرصت کسب‌وکار/درآمد موجود در بازار قطعات مربوط می‌شد.
در ۱۹۶۲، با این مفهوم کسب‌وکار مکمل در ذهن لامبورگینی، او شروع به پایه‌ریزی شرکت خود کرد. در ماه مه ۱۹۶۳، او شرکت فروچیو لامبورگینی خودرو را تأسیس و زمین بزرگی را نیز در سن‌آگاتا بولونیز برای راه‌اندازی فروشگاه خود خریداری کرد. فروچیو در آن زمان، طراحی فوق مدرن، و تأسیسات ساخت را در کنار فضای اداری خود در نظر گرفت.
در عرض چند ماه پس از تأسیس فروشگاه خودرو در سال ۱۹۶۳، لامبورگینی توانایی‌های تیم خود را در معرض آزمایش قرار داد. این آزمایش در قالب یک طرح مفهومی خودرو برای نمایشگاه خودرو تورین، در نوامبر همان سال اجرا شد.
با وجود شانس اندک و زمان کم، فرونچیو و تیمش، به نحوی چشمگیر موفق به ادامه کار خود و غلبه بر مشکلات شدند. با توسعهٔ بموقع برای نمایشگاه خودروی تورین ۱۹۶۳، نخستین لامبورگینی با نمونه اولیه لامبورگینی ۳۵۰جی‌تی‌وی شروع به کار کرد. این مدل در نمایشگاه، نظر منتقدان را به خود جلب کرد. به‌طور کلی این خودرو نه تنها به عنوان نخستین تلاش فوق‌العادهٔ فروچیو محسوب می‌شد، بلکه به نوبه خود یک وسیله نقلیه عالی نیز محسوب می‌شد. پیشرانه ۳۶۰ اسب بخار ۱۲ سیلندر، نیروی لازم برای این مدل را تأمین می‌کرد، که توسط مهندس سابق فِراری، جیوتو بیتزارینی طراحی شده بود و البته تأثیر قابل‌توجهی نیز در پروژه‌های آینده لامبورگینی داشته است.
پس از نمایشگاه خودرو تورین، فروچیو تصمیم به ساخت مدل ۳۵۰جی‌تی‌وی، ولی با طراحی فرانکو اسکالیونه را گرفت. او سپس با مشهورترین مؤسسه طراحی میلان، کاروزریا تورینگ، تماس برقرار کرد. فیلیس بیانکی آندرلونی از کاروزریا تورینگ، طراحی ۳۵۰جی‌تی‌وی را برای ساخت مدل جدید لامبورگینی ۳۵۰جی‌تی و به دنبال آن لامبورگینی ۴۰۰جی‌تی کافی دانست.
در طول سال‌های ۱۹۶۴ و ۱۹۶۵ لامبورگینی، برای نخستین بار، حس احترام و تقدیر را از سراسر جهان دریافت کرده و مورد توجه بزرگان صنعت خودروسازی قرار گرفت. پس از چند بررسی کیفیت محصول توسط نشریات خودرو و روزنامه‌های آمریکایی و اروپایی، محصولات این شرکت شروع به جذب خریدار کردند.

### ۱۹۶۵ تا ۱۹۶۹

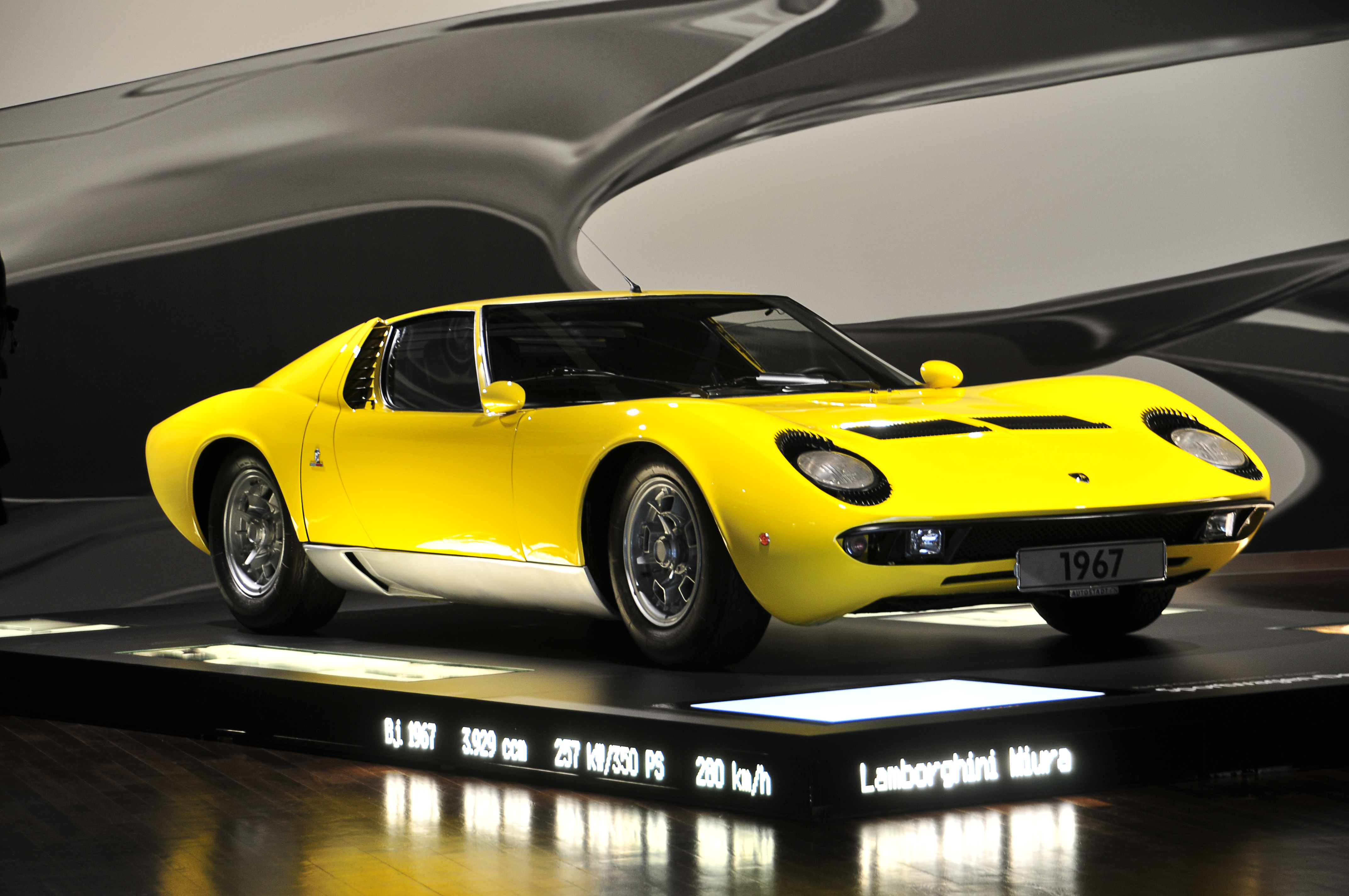
لامبورگینی میورا مدل ۱۹۶۷

در ابتدای سال ۱۹۶۵، لامبورگینی به‌طور پیوسته تأکید می‌کرد که هرگز علاقه‌مند به انجام پروژه‌های مربوط به آینده یا عجیب، نشده است. فروچیو علاقه‌مند به طرح‌های مفهومی (نمایشی) نبود، او به سادگی می‌خواست که خودروهای عادی فوق‌العاده سریع و بی عیب و نقص را تولید کند. دو مهندس باهوش جوان از بولونیا، فرونچیو را درک کردند و بر روی یک طرح مفهومی در ذهن خود کار کردند. ایده این بود، که یک ماشین مسابقه‌ای کمی رام‌تر، برای جاده‌ها و قابل استفاده در حومه شهر، طراحی کنند.
پروژه آن‌ها، به صورت مخفیانه، با نام تی‌پی ۴۰۰ و یک طراحی پیشرانه سطح متوسط، با پیشرانه ۱۲ سیلندر ۴ لیتری ۴۰۰جی‌تی که به صورت اریب در پشت کابین نصب شده بود، شروع شد. این مکان قرارگیری پیشرانه، از خصوصیات منحصر بفرد در این خودرو بود، زیرا تا آن زمان هیچ خودرو جاده‌ای اسپرت، پیشرانه خویش را در پشت کابین نصب نکرده بود. شاسی لامبورگینی میورا از ورق فلزی خم شده و جوش داده ساخته شده بود که باعث کاهش وزن بیشتر و افزایش عملکرد و قابلیت هندلینگ می‌شد.
به منظور تأمین سابقه‌ای برای بسیاری از لامبورگینی‌های آینده، نام این مدل جدید میورا از گاوهای مسابقه‌ای اقتباس شد. گاوهای میورا ظاهراً از قوی‌ترین گاوهای نر مسابقه‌ای بودند و همچنین به عنوان باهوش‌ترین و درنده‌ترین آن‌ها نیز محسوب می‌شدند. وقتی به خودرو میورا از جلو با درب‌های که رو به بالا باز می‌شوند، نگاه کنیم، نام آن بسیار مناسب به نظر می‌رسد.
دوباره با وجود زمان محدود و فشرده، بدنه خودروی میورا برای نمایش در نمایشگاه خودروی تورین در اکتبر ۱۹۶۵، به موقع تکمیل شد. این نمونه اولیه، یک هدف لحظه‌ای بود، اما منتقدان مخالف، به طراحی پیشرانه جلوی آن انتقاد کردند و متقاعد نشدند که میورا بتواند به عنوان یک ماشین جاده‌ای موفق عمل کند.
نوچیو برتون و تیم طراحی او، طرح میورا را کمی عجیب تر از طرح‌های امروزی ساخت، اما مارچلو گاندینی، میورا را به یک ابرماشین جاده‌ای قابل بقا تبدیل کرد. سپس گاندینی اعلام کرد که از اکتبر ۱۹۶۵ تا فوریه ۱۹۶۶، همه کارکنان لامبورگینی در هفت روز هفته و ساعت‌ها به منظور آماده‌سازی میورای مناسب جاده برای نمایش در نمایشگاه خودرو ژنو و بلافاصله پس از آن برای تولید انبوه تلاش می‌کردند.
نمونه اولیه میورا در اکتبر ۱۹۶۵ به عنوان یک شاسی هموار نمایش داده شده بود و تنها در چهار ماه تبدیل به نخستین ابرماشین جهان شد.

### ۱۹۶۹ تا ۱۹۷۲

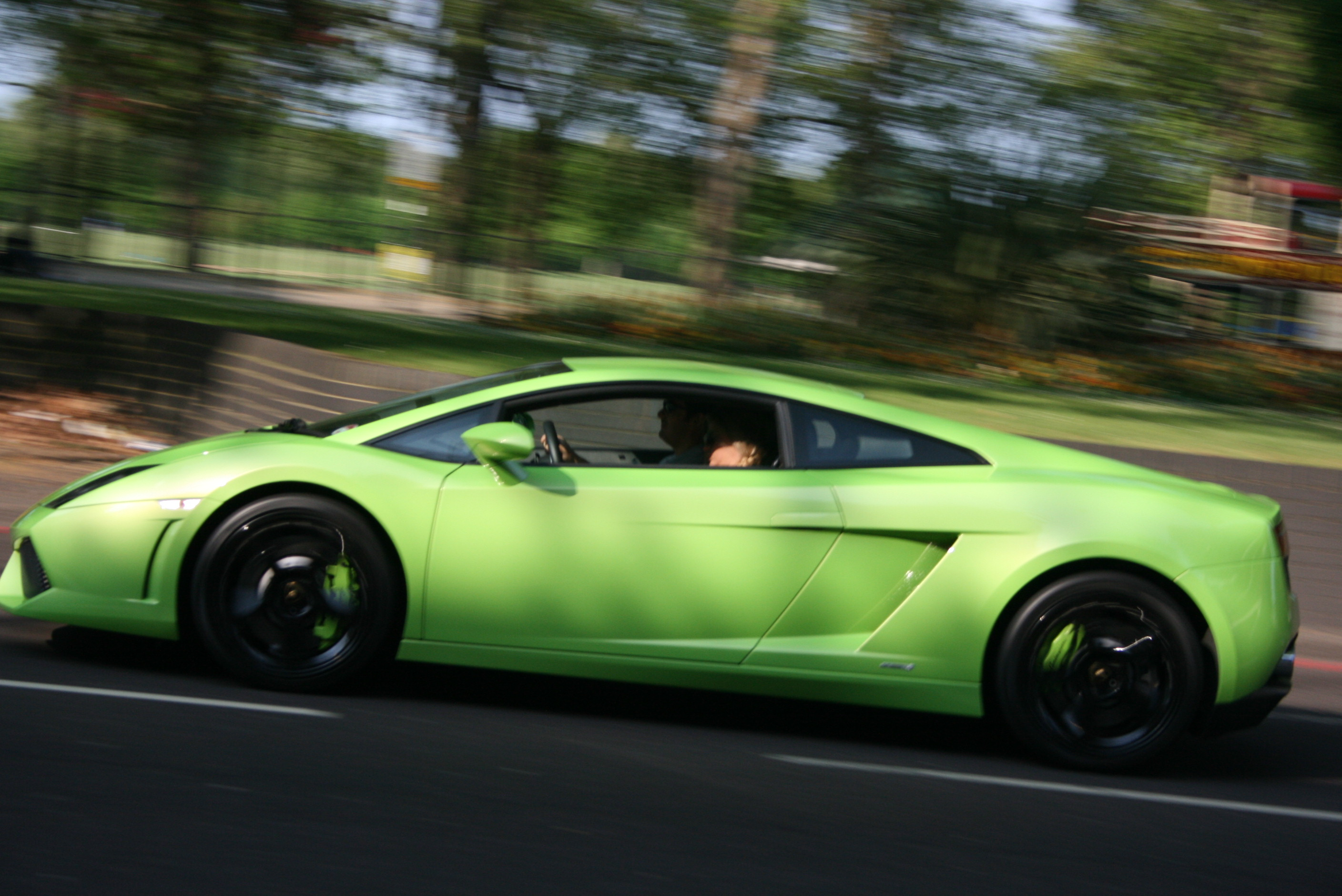
لامبورگینی گالاردو

پس از موفقیت میورا، این شرکت همچنان به آزمایش و تکامل راه خود ادامه داد. از سال ۱۹۶۷ تا ۱۹۷۱، لامبورگینی انواع مختلفی از خودروها را تجربه کرد اما طرح مفهومی مارزال، شاید یکی از عجیب‌ترین آن‌ها بود. با درهای گالوینگ، پیشرانه درون خطی ۶ سیلندر، فضای گستردهٔ شیشه‌ای و صندلی برای چهار نفر، این کانسپت ثابت، یک بستر آزمایشی برای مدل‌های آینده و به خصوص لامبورگینی اسپادا ۴ نفره ارائه کرد.
نه به عنوان طراحی مورد علاقه همگان، اما اسپادا انواع شیشه را در طراحی خود دارا می‌باشد. این خودرو به‌طور نامتناسبی بزرگ است و دارای پایان عقب پیازی، کاپوت به همان اندازه بلند و شیشهٔ بیشتر است. مزیت مهم اسپادا در توان ۳۲۵ اسب بخار آن، پیشرانه جلوی V12 و کارایی چند وظیفه‌ای آن برای حمل چهار نفر بود.
اسپادا، با تولید سه تیپ از آن در طول سال‌های ۱۹۶۸ تا ۱۹۷۸، تأکیدی بر موفقیت‌های لامبورگینی بوده است. شرکت فروچیو اکنون وارد دهه ۱۹۷۰ با خط تولید چشم‌گیری می‌شد. همراه با اسپادا، میورا اس جدید با پیشرانه جلوی جی‌تی مشابه مدل جی‌تی۳۵۰ با نام لامبورگینی ایسلرو ساخته شد. در کمتر از هشت سال، لامبورگینی به اوج موفقیت خود رسیده بود.

### ۱۹۷۲ تا ۱۹۷۸
در اوایل سال ۱۹۷۰، مشکلاتی از قبیل ناآرامی‌های کارگری در ایتالیا، افزایش قیمت گاز و معاملات بزرگ تراکتور، استرس فوق‌العاده‌ای را در لامبورگینی و شرکت او به وجود آورد؛ بنابراین در سال ۱۹۷۲ پس از هشت سال بودن در راس، فروچیو ۵۱٪ درصد از سهام شرکت را به یک کارخانه دار سوئیسی با نام ژرژ هنری روزتی فروخت.
سال بعد او باقی سهام خود را نیز به دوست خود، رنه لایمری، واگذار کرد؛ بنابراین، مردی که نیروی محرکه صعود این شرکت بود، مجبور به حذف خود از این معامله شد.
دهه ۱۹۷۰ زمان مناسبی برای خودروسازی‌ها نبود و شرکت لامبورگینی خود را برای سه بار بین سال‌های ۱۹۷۴ و ۱۹۷۸، در آستانه شکست دید تا در نهایت در سال ۱۹۷۸ به ورشکستگی رسید.

### ۱۹۷۸ تا ۱۹۸۶
در سال ۱۹۸۰، برادران میمران سوئیسی تصمیم به کمک به لامبورگینی گرفتند. در طول دهه ۱۹۸۰ تلاش‌های برادران میمران برای احیای این شرکت در نهایت با شکست مواجه شد و برادران میمران در اواسط دهه ۱۹۸۰ شروع به مذاکره با مدیران شرکت خودروسازی کرایسلر نمودند. این مذاکرات در نهایت در سال ۱۹۸۶ به پیوست شدن لامبورگینی به کرایسلر انجامید.

### ۱۹۸۶ تا ۱۹۹۸
در سال ۱۹۹۰، با اینکه لامبورگینی همچنان تحت مالکیت کرایسلر بود، موفق به طراحی لامبورگینی دیابلو شد. با سرعت ۳۲۰ کیلومتر در ساعت، دیابلو از سال ۱۹۹۰ تا سال ۲۰۰۱ در حال کار بود. اگرچه دیابلو درآمدساز اصلی این شرکت برای دهه ۱۹۹۰ بود، اما برای حفظ ماندگاری این شرکت کافی نبود.
در سال ۱۹۹۴، کرایسلر با مشکلاتی در شرکت خود مواجه شد. کرایسلر، لامبورگینی را به عنوان یک مسئولیت برای خود می‌دانست، بنابراین در سال ۱۹۹۴، دوباره لامبورگینی به گروهی از سرمایه‌گذاران اندونزیایی فروخته شد. این تغییر امیدوارکننده نتیجه‌ای جز بی‌ثباتی بیشتر برای لامبورگینی نداشت. این زمان همچنین با درگذشت فروچیو در سن ۷۶ سالگی در ایتالیا مصادف شده بود. فروچیو بدون دیدن اینکه خودروهای او دوباره عظمت دهه ۱۹۶۰ را به‌دست آورند، درگذشت.
در سال ۱۹۹۷ بود که فردیناند پیک نوه فردیناند پورشه و مدیرعامل گروه فولکس‌واگن علاقه‌مند به لامبورگینی شد. در واقع این وارث پورشه، برای سال‌ها از دوستداران لامبورگینی بوده است. فردیناند پیک، به عنوان یک مهندس جوان، در اوایل زندگی حرفه‌ای خود، از لامبورگینی بازدید کرده بود.
در ۱۹۹۷ لامبورگینی باید به آئودی در زمینهٔ یک پروژه همکاری پیشرانه نزدیک می‌شد، پروژه‌ای که سپس لامبورگینی گالاردو را به وجود آورد.
فردیناند این پیشنهاد پیشرانه را در نظر داشت، اما وقتی شانس به‌دست آوردن لامبورگینی را کسب کرد، به سرعت در این مسیر گام نهاد، تا مطمئن گردد که این شرکت به سمت دیگر شرکت‌ها کشیده نمی‌شود.

### ۱۹۹۸ تا اکنون

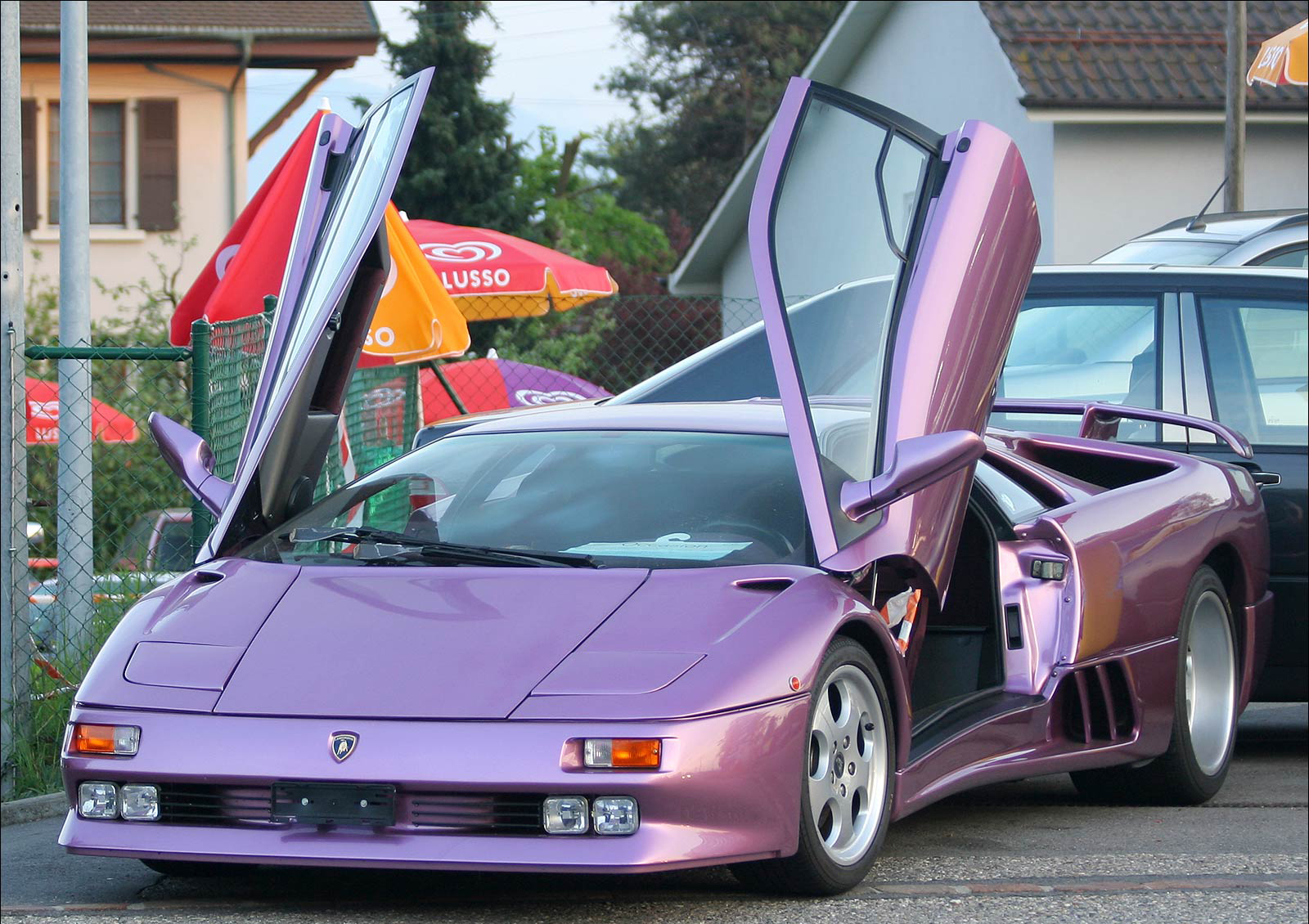
لامبورگینی دیابلو

سرانجام در سال ۱۹۹۸ گروه فولکس‌واگن لامبورگینی را با قیمت ۱۱۰ میلیون دلار، خریداری کرد. نخستین مدل تولید شده تحت مدیریت فولکس‌واگن، لامبورگینی مورسیه‌لاگو بود، که در سال ۲۰۰۱ تولید شد. این مدل، نخستین طراحی جدید لامبورگینی پس از ۱۱ سال بود، که دارای سامانه محرک تمام چرخ، از آئودی بوده و فضایی برای دو نفر را ایجاد می‌کرد، که مجهز به درب‌های گالوینگ و پیشرانه ۱۲ سیلندر، با حجم ۶٫۲ لیتر بود. نخستین نسل این خودرو توان ۵۷۲ اسب بخار را با گشتاور ۶۴۹ نیوتن متر ایجاد می‌کرد.
پانل‌های خارجی بدنهٔ مورسیه‌لاگو به استثنای پانل‌های سقف و در فولادی، از فیبر کربن کامپوزیت ساخته شده است. این مدل همچنین شامل یک سامانه فعال ورودی، پنهان شده در بالای جناحین عقبی است و زمانی که نیاز به خنک‌کننده پیشرانه باشد، بالا می‌آیند. این خودرو از سال ۲۰۰۱ تا ۲۰۱۰ با تعداد تقریبی ۴۱۰۰ دستگاه، به فروش رسید.
مدل لامبورگینی گالاردو برای این شرکت همانند موستانگ برای فورد در دهه ۱۹۶۰ است. گایاردو با خصوصیات به‌طور قابل ملاحظه‌ای، کوچکتر از مورسیه‌لاگو، نسبتاً مقرون به صرفه‌تر و با یک پیشرانه قابل توجه و محرک تمام چرخ، پر سودترین محصول این شرکت از زمان آغاز به کار آن در سال ۲۰۰۳ بوده است.
گایاردو با قالب آلیاژ آلومینیوم، در ابتدا از پیشرانه ۵ لیتری ۱۰ سیلندر و متصل به گیربکس ۶ سرعته دستی یا اتوماتیک استفاده می‌کرد که توان ۵۰۰ اسب بخار و سرعت ۳۰۹ کیلومتر بر ساعت و شتاب صفر تا صد ۴ ثانیه‌ای را تأمین می‌کرد.
از سال ۲۰۰۳، این طرح رو به پیشرفت و طراحی شده توسط جیوجیارو ولوک دانکروولک، با چندین تغییر سبکی و فنی مواجه بوده است. مدل گایاردو ۲۰۱۰، با پیشرانه ۵٫۲ لیتری ۴۰ سوپاپ ۱۰ سیلندر، که توان ۵۶۲ اسب بخار و گشتاور ۵۴۰ نیوتن متر را تولید می‌کند، مجهز شد که دارای شتاب صفر تا صد ۳٫۴ ثانیه و حداکثر سرعت ۳۲۵ کیلومتر بر ساعت است.
لامبورگینی اونتادور در سال ۲۰۱۱ برای جایگزینی مورسیه‌لاگو معرفی شد. اونتادور ساختار فیبر کربنی با قاب‌های جلو و عقب آلومینیومی دارد. بدنه آن شامل پوشش فیبر کربنی برای پیشرانه، اسپویلرهای قابل تنظیم و ورودی‌های کناری هوا، کاپوت و گلگیرهای جلو و درب‌های آلومینیومی است. با تمام این بخش‌های فیبر کربنی، انتظار وزن سبک تری می‌رفت اما اونتادور با وزن نه چندان کم ۱۵۷۵ کیلوگرم ساخته شده بود. با این حال، این خودرو به لطف پیشرانه ۷۰۰ اسب بخار وی۱۲ با تولید ۶۹۰ نیوتن متر گشتاور، بسیار سریع است. این خودرو شامل لاستیک‌های ۱۹ اینچی در جلو و لاستیک‌های عقب ۲۰ اینچی می‌باشد.
جعبه دنده ۷ سرعته به اونتادور در رسیدن به سرعت ۲۱۷٫۳۵۰ کیلومتر بر ساعت و شتاب صفر تا صد ۲٬۷ ثانیه کمک کرده است. ظاهر طراحی شده اونتادور بسیار زاویه‌ای است، به‌طوری‌که در تصاویر، مانند یک مدل مفهومی به نظر می‌رسد.
ورودی‌های هوای بزرگ در اونتادور به اطراف حرکت کرده و پس از تغذیه جناحین اونتادور از هوا، به شدت سقوط می‌کنند. شکاف‌های گسترده، در هر دو طرف برای جستجوی اکسیژن بیشتر، کشیده می‌شوند. در بخش عقب خودرو نیز وضع مشابه‌ای وجود دارد.
در حال حاضر گرانترین ماشین دنیا مطلق به لامبورگینی «ویننو» می‌باشد. این خودروی رؤیایی تقریباً ۲برابر بوگاتی ویرون قیمت دارد. (بوگاتی ویرون به عنوان دومین ماشین گرانقیمت دنیا محسوب می‌شود) حتی سرمایه داران بزرگ دنیا به آسانی قادر به خریدن این خودرو رؤیایی نیستند.

## فروش
در فهرست زیر شمار خودروهای تولید و فروخته شده در فاصله سال‌های ۱۹۶۸ تا ۲۰۱۲ درج شده است. در سال ۲۰۰۳ میزان فروش این شرکت، نسبت به سال پیش از آن ۳ برابر افزایش داشت و از ۴۲۴ دستگاه در ۲۰۰۲ به ۱٫۳۰۵ دستگاه خودرو، در ۲۰۰۳ رسید، که سهم مدل گالاردو، ۴۰۰ خودرو بود.
| سال                                    | دستگاه | دستگاه | دستگاه | دستگاه | دستگاه | دستگاه | دستگاه | دستگاه | دستگاه | دستگاه | دستگاه | دستگاه | دستگاه | دستگاه | دستگاه | دستگاه | دستگاه | دستگاه | دستگاه | دستگاه | دستگاه | دستگاه | دستگاه | دستگاه | دستگاه | دستگاه | دستگاه | دستگاه | دستگاه | دستگاه | دستگاه | دستگاه | دستگاه | دستگاه | دستگاه | دستگاه | دستگاه | دستگاه | دستگاه | دستگاه | دستگاه | دستگاه | دستگاه | دستگاه | دستگاه | دستگاه | دستگاه | دستگاه | دستگاه | دستگاه |
| -------------------------------------- | ------ | ------ | ------ | ------ | ------ | ------ | ------ | ------ | ------ | ------ | ------ | ------ | ------ | ------ | ------ | ------ | ------ | ------ | ------ | ------ | ------ | ------ | ------ | ------ | ------ | ------ | ------ | ------ | ------ | ------ | ------ | ------ | ------ | ------ | ------ | ------ | ------ | ------ | ------ | ------ | ------ | ------ | ------ | ------ | ------ | ------ | ------ | ------ | ------ | ------ |
| سال                                    |        |        |        |        |        |        |        |        | ۵۰۰    | ۵۰۰    |        |        |        |        |        |        |        |        | ۱٬۰۰۰  | ۱٬۰۰۰  |        |        |        |        |        |        |        |        | ۱٬۵۰۰  | ۱٬۵۰۰  |        |        |        |        |        |        |        |        | ۲٬۰۰۰  | ۲٬۰۰۰  |        |        |        |        |        |        |        |        | ۳٬۵۰۰  | ۳٬۵۰۰  |
| فروچیو لامبورگینی (۱۹۶۳–۱۹۷۲)          |        |        |        |        |        |        |        |        |        |        |        |        |        |        |        |        |        |        |        |        |        |        |        |        |        |        |        |        |        |        |        |        |        |        |        |        |        |        |        |        |        |        |        |        |        |        |        |        |        |        |
| ۱۹۶۸                                   | ۳۵۳    | ۳۵۳    | ۳۵۳    | ۳۵۳    | ۳۵۳    | ۳۵۳    | ۳۵۳    |        |        |        |        |        |        |        |        |        |        |        |        |        |        |        |        |        |        |        |        |        |        |        |        |        |        |        |        |        |        |        |        |        |        |        |        |        |        |        |        |        |        |        |
| جورج-هنری روزتی و رنه لیمر (۱۹۷۲–۱۹۷۷) |        |        |        |        |        |        |        |        |        |        |        |        |        |        |        |        |        |        |        |        |        |        |        |        |        |        |        |        |        |        |        |        |        |        |        |        |        |        |        |        |        |        |        |        |        |        |        |        |        |        |
| کنسرسیوم (۱۹۷۷–۱۹۸۴)                   |        |        |        |        |        |        |        |        |        |        |        |        |        |        |        |        |        |        |        |        |        |        |        |        |        |        |        |        |        |        |        |        |        |        |        |        |        |        |        |        |        |        |        |        |        |        |        |        |        |        |
| پاتریک میران (۱۹۸۴–۱۹۸۷)               |        |        |        |        |        |        |        |        |        |        |        |        |        |        |        |        |        |        |        |        |        |        |        |        |        |        |        |        |        |        |        |        |        |        |        |        |        |        |        |        |        |        |        |        |        |        |        |        |        |        |
| کرایسلر (۱۹۸۷–۱۹۹۴)                    |        |        |        |        |        |        |        |        |        |        |        |        |        |        |        |        |        |        |        |        |        |        |        |        |        |        |        |        |        |        |        |        |        |        |        |        |        |        |        |        |        |        |        |        |        |        |        |        |        |        |
| ۱۹۹۱                                   | ۶۷۳    | ۶۷۳    | ۶۷۳    | ۶۷۳    | ۶۷۳    | ۶۷۳    | ۶۷۳    | ۶۷۳    | ۶۷۳    | ۶۷۳    | ۶۷۳    | ۶۷۳    | ۶۷۳    |        |        |        |        |        |        |        |        |        |        |        |        |        |        |        |        |        |        |        |        |        |        |        |        |        |        |        |        |        |        |        |        |        |        |        |        |        |
| ۱۹۹۲                                   | ۱۶۶    | ۱۶۶    | ۱۶۶    |        |        |        |        |        |        |        |        |        |        |        |        |        |        |        |        |        |        |        |        |        |        |        |        |        |        |        |        |        |        |        |        |        |        |        |        |        |        |        |        |        |        |        |        |        |        |        |
| ۱۹۹۳                                   | ۲۱۵    | ۲۱۵    | ۲۱۵    | ۲۱۵    |        |        |        |        |        |        |        |        |        |        |        |        |        |        |        |        |        |        |        |        |        |        |        |        |        |        |        |        |        |        |        |        |        |        |        |        |        |        |        |        |        |        |        |        |        |        |
| مگاتک (۱۹۹۴–۱۹۹۵)                      |        |        |        |        |        |        |        |        |        |        |        |        |        |        |        |        |        |        |        |        |        |        |        |        |        |        |        |        |        |        |        |        |        |        |        |        |        |        |        |        |        |        |        |        |        |        |        |        |        |        |
| وی‌پاور و مایکون سدتکو (۱۹۹۵–۱۹۹۸)      |        |        |        |        |        |        |        |        |        |        |        |        |        |        |        |        |        |        |        |        |        |        |        |        |        |        |        |        |        |        |        |        |        |        |        |        |        |        |        |        |        |        |        |        |        |        |        |        |        |        |
| ۱۹۹۶                                   | ۲۱۱    | ۲۱۱    | ۲۱۱    | ۲۱۱    |        |        |        |        |        |        |        |        |        |        |        |        |        |        |        |        |        |        |        |        |        |        |        |        |        |        |        |        |        |        |        |        |        |        |        |        |        |        |        |        |        |        |        |        |        |        |
| ۱۹۹۷                                   | ۲۰۹    | ۲۰۹    | ۲۰۹    | ۲۰۹    |        |        |        |        |        |        |        |        |        |        |        |        |        |        |        |        |        |        |        |        |        |        |        |        |        |        |        |        |        |        |        |        |        |        |        |        |        |        |        |        |        |        |        |        |        |        |
| آئودی (۱۹۹۹–)                          |        |        |        |        |        |        |        |        |        |        |        |        |        |        |        |        |        |        |        |        |        |        |        |        |        |        |        |        |        |        |        |        |        |        |        |        |        |        |        |        |        |        |        |        |        |        |        |        |        |        |
| ۱۹۹۹                                   | ۲۶۵    | ۲۶۵    | ۲۶۵    | ۲۶۵    | ۲۶۵    |        |        |        |        |        |        |        |        |        |        |        |        |        |        |        |        |        |        |        |        |        |        |        |        |        |        |        |        |        |        |        |        |        |        |        |        |        |        |        |        |        |        |        |        |        |
| ۲۰۰۰                                   | ۲۹۶    | ۲۹۶    | ۲۹۶    | ۲۹۶    | ۲۹۶    | ۲۹۶    |        |        |        |        |        |        |        |        |        |        |        |        |        |        |        |        |        |        |        |        |        |        |        |        |        |        |        |        |        |        |        |        |        |        |        |        |        |        |        |        |        |        |        |        |
| ۲۰۰۱                                   | ۲۹۷    | ۲۹۷    | ۲۹۷    | ۲۹۷    | ۲۹۷    | ۲۹۷    |        |        |        |        |        |        |        |        |        |        |        |        |        |        |        |        |        |        |        |        |        |        |        |        |        |        |        |        |        |        |        |        |        |        |        |        |        |        |        |        |        |        |        |        |
| ۲۰۰۲                                   | ۴۲۴    | ۴۲۴    | ۴۲۴    | ۴۲۴    | ۴۲۴    | ۴۲۴    | ۴۲۴    | ۴۲۴    |        |        |        |        |        |        |        |        |        |        |        |        |        |        |        |        |        |        |        |        |        |        |        |        |        |        |        |        |        |        |        |        |        |        |        |        |        |        |        |        |        |        |
| ۲۰۰۳                                   | ۱٬۳۰۵  | ۱٬۳۰۵  | ۱٬۳۰۵  | ۱٬۳۰۵  | ۱٬۳۰۵  | ۱٬۳۰۵  | ۱٬۳۰۵  | ۱٬۳۰۵  | ۱٬۳۰۵  | ۱٬۳۰۵  | ۱٬۳۰۵  | ۱٬۳۰۵  | ۱٬۳۰۵  | ۱٬۳۰۵  | ۱٬۳۰۵  | ۱٬۳۰۵  | ۱٬۳۰۵  | ۱٬۳۰۵  | ۱٬۳۰۵  | ۱٬۳۰۵  | ۱٬۳۰۵  | ۱٬۳۰۵  | ۱٬۳۰۵  | ۱٬۳۰۵  | ۱٬۳۰۵  | ۱٬۳۰۵  |        |        |        |        |        |        |        |        |        |        |        |        |        |        |        |        |        |        |        |        |        |        |        |        |
| ۲۰۰۴                                   | ۱٬۵۹۲  | ۱٬۵۹۲  | ۱٬۵۹۲  | ۱٬۵۹۲  | ۱٬۵۹۲  | ۱٬۵۹۲  | ۱٬۵۹۲  | ۱٬۵۹۲  | ۱٬۵۹۲  | ۱٬۵۹۲  | ۱٬۵۹۲  | ۱٬۵۹۲  | ۱٬۵۹۲  | ۱٬۵۹۲  | ۱٬۵۹۲  | ۱٬۵۹۲  | ۱٬۵۹۲  | ۱٬۵۹۲  | ۱٬۵۹۲  | ۱٬۵۹۲  | ۱٬۵۹۲  | ۱٬۵۹۲  | ۱٬۵۹۲  | ۱٬۵۹۲  | ۱٬۵۹۲  | ۱٬۵۹۲  | ۱٬۵۹۲  | ۱٬۵۹۲  | ۱٬۵۹۲  | ۱٬۵۹۲  | ۱٬۵۹۲  | ۱٬۵۹۲  |        |        |        |        |        |        |        |        |        |        |        |        |        |        |        |        |        |        |
| ۲۰۰۵                                   | ۱٬۶۰۰  | ۱٬۶۰۰  | ۱٬۶۰۰  | ۱٬۶۰۰  | ۱٬۶۰۰  | ۱٬۶۰۰  | ۱٬۶۰۰  | ۱٬۶۰۰  | ۱٬۶۰۰  | ۱٬۶۰۰  | ۱٬۶۰۰  | ۱٬۶۰۰  | ۱٬۶۰۰  | ۱٬۶۰۰  | ۱٬۶۰۰  | ۱٬۶۰۰  | ۱٬۶۰۰  | ۱٬۶۰۰  | ۱٬۶۰۰  | ۱٬۶۰۰  | ۱٬۶۰۰  | ۱٬۶۰۰  | ۱٬۶۰۰  | ۱٬۶۰۰  | ۱٬۶۰۰  | ۱٬۶۰۰  | ۱٬۶۰۰  | ۱٬۶۰۰  | ۱٬۶۰۰  | ۱٬۶۰۰  | ۱٬۶۰۰  | ۱٬۶۰۰  |        |        |        |        |        |        |        |        |        |        |        |        |        |        |        |        |        |        |
| ۲۰۰۶                                   | ۲٬۰۸۷  | ۲٬۰۸۷  | ۲٬۰۸۷  | ۲٬۰۸۷  | ۲٬۰۸۷  | ۲٬۰۸۷  | ۲٬۰۸۷  | ۲٬۰۸۷  | ۲٬۰۸۷  | ۲٬۰۸۷  | ۲٬۰۸۷  | ۲٬۰۸۷  | ۲٬۰۸۷  | ۲٬۰۸۷  | ۲٬۰۸۷  | ۲٬۰۸۷  | ۲٬۰۸۷  | ۲٬۰۸۷  | ۲٬۰۸۷  | ۲٬۰۸۷  | ۲٬۰۸۷  | ۲٬۰۸۷  | ۲٬۰۸۷  | ۲٬۰۸۷  | ۲٬۰۸۷  | ۲٬۰۸۷  | ۲٬۰۸۷  | ۲٬۰۸۷  | ۲٬۰۸۷  | ۲٬۰۸۷  | ۲٬۰۸۷  | ۲٬۰۸۷  | ۲٬۰۸۷  | ۲٬۰۸۷  | ۲٬۰۸۷  | ۲٬۰۸۷  | ۲٬۰۸۷  | ۲٬۰۸۷  | ۲٬۰۸۷  | ۲٬۰۸۷  | ۲٬۰۸۷  | ۲٬۰۸۷  |        |        |        |        |        |        |        |        |
| ۲۰۰۷                                   | ۲٬۴۰۶  | ۲٬۴۰۶  | ۲٬۴۰۶  | ۲٬۴۰۶  | ۲٬۴۰۶  | ۲٬۴۰۶  | ۲٬۴۰۶  | ۲٬۴۰۶  | ۲٬۴۰۶  | ۲٬۴۰۶  | ۲٬۴۰۶  | ۲٬۴۰۶  | ۲٬۴۰۶  | ۲٬۴۰۶  | ۲٬۴۰۶  | ۲٬۴۰۶  | ۲٬۴۰۶  | ۲٬۴۰۶  | ۲٬۴۰۶  | ۲٬۴۰۶  | ۲٬۴۰۶  | ۲٬۴۰۶  | ۲٬۴۰۶  | ۲٬۴۰۶  | ۲٬۴۰۶  | ۲٬۴۰۶  | ۲٬۴۰۶  | ۲٬۴۰۶  | ۲٬۴۰۶  | ۲٬۴۰۶  | ۲٬۴۰۶  | ۲٬۴۰۶  | ۲٬۴۰۶  | ۲٬۴۰۶  | ۲٬۴۰۶  | ۲٬۴۰۶  | ۲٬۴۰۶  | ۲٬۴۰۶  | ۲٬۴۰۶  | ۲٬۴۰۶  | ۲٬۴۰۶  | ۲٬۴۰۶  | ۲٬۴۰۶  | ۲٬۴۰۶  | ۲٬۴۰۶  | ۲٬۴۰۶  | ۲٬۴۰۶  | ۲٬۴۰۶  |        |        |
| ۲۰۰۸                                   | ۲٬۴۳۰  | ۲٬۴۳۰  | ۲٬۴۳۰  | ۲٬۴۳۰  | ۲٬۴۳۰  | ۲٬۴۳۰  | ۲٬۴۳۰  | ۲٬۴۳۰  | ۲٬۴۳۰  | ۲٬۴۳۰  | ۲٬۴۳۰  | ۲٬۴۳۰  | ۲٬۴۳۰  | ۲٬۴۳۰  | ۲٬۴۳۰  | ۲٬۴۳۰  | ۲٬۴۳۰  | ۲٬۴۳۰  | ۲٬۴۳۰  | ۲٬۴۳۰  | ۲٬۴۳۰  | ۲٬۴۳۰  | ۲٬۴۳۰  | ۲٬۴۳۰  | ۲٬۴۳۰  | ۲٬۴۳۰  | ۲٬۴۳۰  | ۲٬۴۳۰  | ۲٬۴۳۰  | ۲٬۴۳۰  | ۲٬۴۳۰  | ۲٬۴۳۰  | ۲٬۴۳۰  | ۲٬۴۳۰  | ۲٬۴۳۰  | ۲٬۴۳۰  | ۲٬۴۳۰  | ۲٬۴۳۰  | ۲٬۴۳۰  | ۲٬۴۳۰  | ۲٬۴۳۰  | ۲٬۴۳۰  | ۲٬۴۳۰  | ۲٬۴۳۰  | ۲٬۴۳۰  | ۲٬۴۳۰  | ۲٬۴۳۰  | ۲٬۴۳۰  | ۲٬۴۳۰  |        |
| ۲۰۰۹                                   | ۱٬۵۱۵  | ۱٬۵۱۵  | ۱٬۵۱۵  | ۱٬۵۱۵  | ۱٬۵۱۵  | ۱٬۵۱۵  | ۱٬۵۱۵  | ۱٬۵۱۵  | ۱٬۵۱۵  | ۱٬۵۱۵  | ۱٬۵۱۵  | ۱٬۵۱۵  | ۱٬۵۱۵  | ۱٬۵۱۵  | ۱٬۵۱۵  | ۱٬۵۱۵  | ۱٬۵۱۵  | ۱٬۵۱۵  | ۱٬۵۱۵  | ۱٬۵۱۵  | ۱٬۵۱۵  | ۱٬۵۱۵  | ۱٬۵۱۵  | ۱٬۵۱۵  | ۱٬۵۱۵  | ۱٬۵۱۵  | ۱٬۵۱۵  | ۱٬۵۱۵  | ۱٬۵۱۵  | ۱٬۵۱۵  |        |        |        |        |        |        |        |        |        |        |        |        |        |        |        |        |        |        |        |        |
| ۲۰۱۰                                   | ۱٬۳۰۲  | ۱٬۳۰۲  | ۱٬۳۰۲  | ۱٬۳۰۲  | ۱٬۳۰۲  | ۱٬۳۰۲  | ۱٬۳۰۲  | ۱٬۳۰۲  | ۱٬۳۰۲  | ۱٬۳۰۲  | ۱٬۳۰۲  | ۱٬۳۰۲  | ۱٬۳۰۲  | ۱٬۳۰۲  | ۱٬۳۰۲  | ۱٬۳۰۲  | ۱٬۳۰۲  | ۱٬۳۰۲  | ۱٬۳۰۲  | ۱٬۳۰۲  | ۱٬۳۰۲  | ۱٬۳۰۲  | ۱٬۳۰۲  | ۱٬۳۰۲  | ۱٬۳۰۲  | ۱٬۳۰۲  |        |        |        |        |        |        |        |        |        |        |        |        |        |        |        |        |        |        |        |        |        |        |        |        |
| ۲۰۱۱                                   | ۱٬۶۰۲  | ۱٬۶۰۲  | ۱٬۶۰۲  | ۱٬۶۰۲  | ۱٬۶۰۲  | ۱٬۶۰۲  | ۱٬۶۰۲  | ۱٬۶۰۲  | ۱٬۶۰۲  | ۱٬۶۰۲  | ۱٬۶۰۲  | ۱٬۶۰۲  | ۱٬۶۰۲  | ۱٬۶۰۲  | ۱٬۶۰۲  | ۱٬۶۰۲  | ۱٬۶۰۲  | ۱٬۶۰۲  | ۱٬۶۰۲  | ۱٬۶۰۲  | ۱٬۶۰۲  | ۱٬۶۰۲  | ۱٬۶۰۲  | ۱٬۶۰۲  | ۱٬۶۰۲  | ۱٬۶۰۲  | ۱٬۶۰۲  | ۱٬۶۰۲  | ۱٬۶۰۲  | ۱٬۶۰۲  | ۱٬۶۰۲  | ۱٬۶۰۲  |        |        |        |        |        |        |        |        |        |        |        |        |        |        |        |        |        |        |
| ۲۰۱۲                                   | ۲٬۰۸۳  | ۲٬۰۸۳  | ۲٬۰۸۳  | ۲٬۰۸۳  | ۲٬۰۸۳  | ۲٬۰۸۳  | ۲٬۰۸۳  | ۲٬۰۸۳  | ۲٬۰۸۳  | ۲٬۰۸۳  | ۲٬۰۸۳  | ۲٬۰۸۳  | ۲٬۰۸۳  | ۲٬۰۸۳  | ۲٬۰۸۳  | ۲٬۰۸۳  | ۲٬۰۸۳  | ۲٬۰۸۳  | ۲٬۰۸۳  | ۲٬۰۸۳  | ۲٬۰۸۳  | ۲٬۰۸۳  | ۲٬۰۸۳  | ۲٬۰۸۳  | ۲٬۰۸۳  | ۲٬۰۸۳  | ۲٬۰۸۳  | ۲٬۰۸۳  | ۲٬۰۸۳  | ۲٬۰۸۳  | ۲٬۰۸۳  | ۲٬۰۸۳  | ۲٬۰۸۳  | ۲٬۰۸۳  | ۲٬۰۸۳  | ۲٬۰۸۳  | ۲٬۰۸۳  | ۲٬۰۸۳  | ۲٬۰۸۳  | ۲٬۰۸۳  | ۲٬۰۸۳  | ۲٬۰۸۳  |        |        |        |        |        |        |        |        |

## مدل‌های تولیدشده
| سال         | مدل                    | تولید تعداد | توان پیشرانه    | سرعت [km/h] | صفر تا صد | عکس |
| ----------- | ---------------------- | --- | --------------- | ----------- | --------- | --- |
| ۱۹۶۴–۱۹۶۷   | لامبورگینی ۳۵۰جی‌تی     | ۱۳۵ | ۲۰۶/۳۶۰         | ۲۵۰–۲۸۰     | ۶٫۸       |     |
| ۱۹۶۶–۱۹۶۸   | لامبورگینی ۴۰۰جی‌تی     | ۲۳ ۲۵۰ | ۲۳۵/۳۲۰         | ۲۷۰         | ۶٫۴       |     |
| ۱۹۶۶–۱۹۷۳   | لامبورگینی میورا       | ۲۷۵ ۳۳۸ اس ۱۵۰ اس‌وی                                                                                                  | ۲۳۵–۳۰۹/۳۲۰–۴۲۰ | ۲۷۴–۲۹۵     | ۵٫۵–۶٫۸   |     |
| ۱۹۶۸–۱۹۷۰   | لامبورگینی ایسلرو      | ۱۵۵ جی‌تی ۷۵ ۴۰۰ جی‌تی‌اس                                                                                               | ۲۳۵–۲۵۷/۳۲۰–۳۵۰ | ۲۶۰–۲۶۵     | ۶٫۲       |     |
| ۱۹۶۸–۱۹۷۸   | لامبورگینی اسپادا      | ۱۷۶ اس۱ ۵۷۸ اس۲ ۴۷۲ اس۳                                                                                              | ۲۵۷/۳۵۰         | ۲۴۵         | ۶٫۵       |     |
| ۱۹۷۰–۱۹۷۶   | لامبورگینی جارما       | ۱۷۷ ۴۰۰جی‌تی ۱۵۰ ۴۰۰ جی‌تی‌اس                                                                                           | ۲۷۵–۲۶۸/۳۵۰–۳۶۵ | ۲۴۵–۲۷۰     | ۵٫۹–۶٫۸   |     |
| ۱۹۷۴–۱۹۹۰   | لامبورگینی کونتاش      | ۱ ال‌پی۵۰۰ ۱۵۷ ال‌پی۴۰۰ ۲۳۷ ال‌پی۴۰۰اس ۳۲۱ ۵۰۰۰اس ۶۱۰ ۵۰۰۰اس‌کیووی ۶۵۷ als 25°Anniversario                               | ۲۶۰–۳۳۵/۳۵۳–۴۵۵ | ۲۷۵–۳۳۰     | ۴٫۲–۵٫۹   |     |
| ۱۹۷۵–۱۹۷۹   | لامبورگینی اوراکو      | ۲۱ پی۱۱۱ ۶۶ پی۲۰۰ ۵۲۰ پی۲۵۰ ۲۰۵ پی۳۰۰                                                                                | ۱۳۴–۱۹۵/۱۸۲–۲۶۵ | ۲۱۵–۲۶۰     | ۵٫۵–۷٫۱   |     |
| ۱۹۷۶–۱۹۸۱   | لامبورگینی سیلوت       | ۵۵ | ۱۸۹/۲۶۰         | ۲۵۰         | ۷٫۰       |     |
| ۱۹۸۱–۱۹۸۸   | لامبورگینی جالپا       | ۴۲۰ | ۱۸۷/۲۵۵         | ۲۴۸         | ۶٫۵       |     |
| ۱۹۸۲–۱۹۹۳   | لامبورگینی ال‌ام۰۰۲     | ۳۰۱ | ۳۳۵/۴۵۵         | ۲۲۳         | ۸٫۲       |     |
| ۱۹۹۰–۲۰۰۱   | لامبورگینی دیابلو      | ۸۷۳ ۲دبلیودی ۱۴۰ جی‌تی ۳۰ جی‌تی‌آر ۴۶۶ وی‌تی رودستر ۱۵۰ اس‌ای۳۰ و ۱۷ یوتا ۳۴۶ اس‌وی ۳۱ اس‌وی‌آر ۵۲۹ وی‌تی ۲۶۰ ۶٫۰ ۴۲ ۶٫۰ اس‌ای | ۳۶۲–۴۳۴/۴۲۹–۵۹۰ | ۳۲۵–۳۳۸     | ۳٫۵–۴٫۱   |     |
| ۲۰۰۱–۲۰۱۰   | لامبورگینی مورسیه لاگو | | ۴۲۶–۴۹۳/۵۸۰–۶۷۰ | ۳۲۰–۳۴۲     | ۳٫۲–۳٫۸   |     |
| ۲۰۰۳–۲۰۱۳   | لامبورگینی گالاردو     | | ۳۶۸–۴۱۹/۵۰۰–۵۷۰ | ۳۰۹–۳۲۵     | ۳٫۴–۴٫۳   |     |
| ۲۰۱۱-تاکنون | لامبورگینی اونتادور    | | ۵۱۵/۷۰۰         | ۳۵۰         | ۲٫۹       |     |
| ۲۰۱۳–۲۰۱۴   | لامبورگینی وننو        | ۱۳ | ۵۵۰/۷۵۰         | ۳۶۵         | ۲٫۶       |     |
| ۲۰۱۴–تاکنون | لامبورگینی اوراکان     | ۶۱۰ | ۴۴۹/۶۱۰         | ۳۲۵         | ۳٫۲       |     |

### نمونه‌های اولیه
- لامبورگینی ۳۵۰جی‌تی‌وی (۱۹۶۳ در نمایشگاه خودرو تورین، طراحی‌شده توسط فرانکو اسکاگلیون)
- لامبورگینی ۳۵۰۰ جی‌تی‌زد (۱۹۶۵ در نمایشگاه خودرو لندن)
- لامبورگینی ۳۵۰جی‌تی (۱۹۶۵ در نمایشگاه خودرو پاریس)
- لامبورگینی ۴۰۰جی‌تیاس (۱۹۶۶)
- لامبورگینی ۴۰۰جی‌تی (۱۹۶۶)
- لامبورگینی پی۴۰۰ (۱۹۶۶)
- لامبورگینی میورا (۱۹۶۶)
- لامبورگینی میورا (۱۹۶۸)
- لامبورگینی میورا (۱۹۷۰)
- لامبورگینی میورا (۱۹۷۱)
- لامبورگینی جارما (۱۹۷۲)
- لامبورگینی اوراکو (۱۹۷۴)
- لامبورگینی اوراکو (۱۹۷۴)
- لامبورگینی میورا (۱۹۷۴)
- لامبورگینی سیلوت (۱۹۸۰)
- لامبورگینی مارکو پولو (۱۹۸۲ طراحی‌شده توسط ایتال‌دیزاین)
- لامبورگینی گایاردو (۲۰۰۵)
- لامبورگینی میورا (۲۰۰۶)
- لامبورگینی استوک (۲۰۰۸)
- لامبورگینی سستو المنتو (۲۰۱۰)
- لامبورگینی اونتادور (۲۰۱۲)
- لامبورگینی اوراکان (۲۰۱۵)
- لامبورگینی سنتناریو (۲۰۱۶)
- لامبورگینی سیان (۲۰۲۰)